# Michal Hrbek
Michal Hrbek (* 20. března 1972) je bývalý český fotbalista, obránce. Jeho starším bratrem je bývalý hokejista Petr Hrbek.

## Fotbalová kariéra
Hrál za FC Union Cheb, FC Slovan Liberec a Bohemians Praha. Celkem v československé a české nejvyšší soutěži odehrál 175 utkání a dal 7 gólů.

## Ligová bilance
| Ročník                                   | Zápasy | Góly | Klub              |
| ---------------------------------------- | ------ | ---- | ----------------- |
| 1. československá fotbalová liga 1991/92 | 7      | 0    | SKP Union Cheb    |
| 1. česká fotbalová liga 1993/94          | 27     | 1    | FC Union Cheb     |
| 1. česká fotbalová liga 1994/95          | 24     | 1    | FC Union Cheb     |
| 1. česká fotbalová liga 1995/96          | 21     | 2    | FC Union Cheb     |
| 1. česká fotbalová liga 1996/97          | 27     | 0    | FC Slovan Liberec |
| Gambrinus liga 1997/98                   | 25     | 0    | FC Slovan Liberec |
| Gambrinus liga 1998/99                   | 19     | 2    | FC Slovan Liberec |
| Gambrinus liga 1999/00                   | 10     | 1    | FC Slovan Liberec |
| Gambrinus liga 1999/00                   | 12     | 0    | Bohemians Praha   |
| Gambrinus liga 2000/01                   | 3      | 0    | Bohemians Praha   |
| CELKEM                                   | 175    | 7    |                   |